# Drepanolejeunea anderssonii
Drepanolejeunea anderssonii là một loài Rêu trong họ Lejeuneaceae. Loài này được (Ångström) A. Evans mô tả khoa học đầu tiên năm 1900.